# Polygala karensium
Polygala karensium är en jungfrulinsväxtart som beskrevs av Wilhelm Sulpiz Kurz. Polygala karensium ingår i släktet jungfrulinssläktet, och familjen jungfrulinsväxter. Utöver nominatformen finns också underarten P. k. obcordata.